# 疏裂刺蕨
疏裂刺蕨（学名：Egenolfia fengiana）为实蕨科刺蕨属下的一个种。